# Drosophila apicalis
Drosophila apicalis är en tvåvingeart som beskrevs av Elmo Hardy 1977. Drosophila apicalis ingår i släktet Drosophila och familjen daggflugor.
Artens utbredningsområde är Hawaii.